# Chen Shui-bian

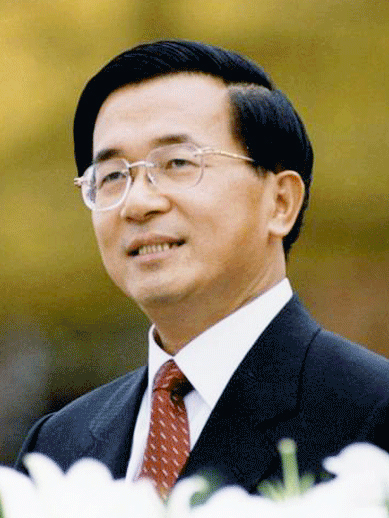
Chen Shui-bian

Chen Shui-bian (chinesisch 陳水扁 / 陈水扁, Pinyin Chén Shuǐbiǎn, Pe̍h-ōe-jī Tân Chúi-píⁿ; * 12. Oktober 1950 in Guantian, Landkreis Tainan, Taiwan) ist ein taiwanischer Politiker. Er war vom 20. Mai 2000 bis zum 20. Mai 2008 Staatspräsident der Republik China auf Taiwan.
Er war Mitglied der Demokratischen Fortschrittspartei (DPP), deren Vorsitz er zwischen Juli 2002 und Dezember 2004 sowie Oktober 2007 und Januar 2008 innehatte. Am 15. August 2008 trat er aus der Partei aus, um einem Ausschluss zuvorzukommen.
Chen war der erste Präsident, der nicht der jahrzehntelang dominierenden Kuomintang (KMT) angehörte. Er stammt außerdem – wie auch schon sein Vorgänger Lee Teng-hui (KMT) – nicht vom chinesischen Festland, sondern ist auf Taiwan geboren.
Chen Shui-bian ist ein Befürworter der Unabhängigkeit Taiwans. Im schwierigen Verhältnis zur Volksrepublik China verfolgte er die von ihm proklamierte Politik der fünf Neins. Er setzte sich außerdem für die Abschaffung der Todesstrafe und für die Gründung einer Welt-Umwelt-Organisation unter der UN ein.

## Biographie
Chen stammt aus ärmlichen Verhältnissen in Südtaiwan. Er studierte Jura an der Nationaluniversität Taiwan und schloss sein Studium 1974 als Jahrgangsbester ab. Danach arbeitete er als Anwalt für Seerecht. 1980 begann er, Dissidenten zu verteidigen, die in Opposition zur KMT standen, und wurde zu einem engagierten Anwalt für Demokratie und Menschenrechte. 1986 wurde er aufgrund seiner Gesinnung verhaftet. Er trat im gleichen Jahr der DPP bei. 1989 wurde er als jüngster Abgeordneter ins Parlament gewählt. 1994 bis 1998 war er Bürgermeister der Hauptstadt Taipeh. Am 18. März 2000 wurde er bei der Präsidentenwahl mit 39,3 % der Stimmen erstmals zum Präsidenten gewählt. Bei der Wahl des Legislativ-Yuans im Folgejahr gewannen allerdings die „pan-blauen Parteien“ die Mehrheit, die während der folgenden Legislaturperiode die Gesetzesvorhaben und Politik Chens weitgehend behinderten.
Am 19. März 2004 – dem Tag vor der nächsten Präsidentschaftswahl – wurde auf ihn während einer Wahlkampfveranstaltung ein Attentat verübt. Chen, der die Wahl mit einer sehr knappen Mehrheit von 50,11 % gegen 49,89 % gewann, wurde bei dem Attentat am Bauch verletzt. Vizepräsidentin Lu Hsiu-lien, die ebenfalls Opfer des Attentats war, erlitt eine Verletzung am Knie. Die Opposition warf ihm nach den Wahlen vor, das Attentat inszeniert zu haben, um einen Wahlsieg zu erringen. Am 23. März 2004 akzeptierte er die Forderung nach einer Neuauszählung der Stimmen, die seinen knappen Wahlsieg bestätigte. Die der KMT nahestehenden Parteien (die „pan-blaue Koalition“) warfen ihm weiterhin heftig Wahlbetrug vor. Bei der Wahl des Legislativ-Yuans im Dezember 2004 war erneut die Kuomintang mit ihren Verbündeten erfolgreich, so dass während Chens bis 2008 dauernder zweiter Amtszeit fast die gesamte Politik seiner Regierung im Parlament von der Opposition blockiert wurde.

## Skandale

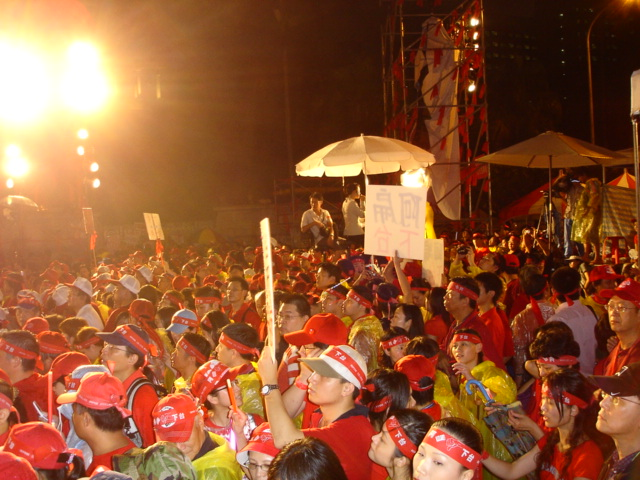
Protestkundgebung in Taipei im September 2006.

Ende Mai und Anfang Juni 2006 erlebte Chen die größte Erschütterung seiner Amtszeit. Sein Schwiegersohn Chao Chien-ming, ein bekannter Arzt, wurde wegen Verwicklung in einen millionenschweren Insiderhandel verhaftet. Eingeleitet wurde diese schwere Krise bereits Anfang des Jahres, als ein früherer enger Mitarbeiter Chens wegen Korruptionsverdachts verhaftet wurde. Danach kam seine Ehefrau in die Kritik, da sie in großem Stil von kostenlosen Vouchern einer Kaufhauskette profitieren konnte.
Selbst enge Anhänger der Demokratischen Fortschrittspartei, darunter Shih Ming-teh, ein Hauptvertreter der Demokratiebewegung Taiwans, fielen von Chen ab und forderten seinen Rücktritt. Um einem Amtsenthebungsverfahren zuvorzukommen, welches indes inzwischen auch mit Stimmen der Regierungspartei eingeleitet wurde, gab Chen am 2. Juni 2006 bekannt, dass er auf seine „Machtausübung verzichte“ (棄權,  qìquán) und – in Umgehung der Vizepräsidentin Lu Hsiu-lien – diese dem Ministerpräsidenten übertrage.
Im September 2006 protestierten mehrere 100.000 Menschen in Taipeh unter dem Motto „Eine Million Stimmen gegen Korruption, Präsident Chen muss gehen“ (百萬人民倒扁運動). Im Rahmen der Kampagne, die von Shih Ming-teh angeführt wurde, kamen mehr als eine Million Unterschriften, die Chens Rücktritt forderten, zusammen. Zu der Kampagne befragt, bestätigte Shih Ming-teh in einem Interview mit der New York Times im September, dass die meisten seiner Anhänger aus der „pan-blauen Koalition“ (Kuomintang etc.) stammen.
Die fallende Popularität Chens führte schließlich zu erdrutschartigen Verlusten seiner Partei und dem Sieg der oppositionellen Kuomintang bei der Wahl des Legislativ-Yuans am 12. Januar 2008. Chen übernahm die politische Verantwortung und trat von seinem im Oktober 2007 übernommenen Amt als Vorsitzender der DPP zurück. Die Präsidentschaftswahl am 22. März 2008 endete mit einem klaren Sieg des Kandidaten der Kuomintang Ma Ying-jeou, der am 20. Mai 2008 die Nachfolge Chens als Staatspräsident antrat.

## Inhaftierung und Gerichtsverfahren
Am 11. November 2008 wurde Chen wegen des Verdachts der Korruption, Geldwäsche und Veruntreuung von Staatsgeldern vorläufig festgenommen. Am 11. September 2009 wurden er und seine Frau Wu Shu-chen von einem erstinstanzlichen Gericht in Taipeh unter anderem wegen Korruption und Veruntreuung von Wahlkampfspenden in zweistelliger Millionenhöhe zu lebenslangen Freiheitsstrafen verurteilt, wobei Frau Wu Shu-chen, die auf einen Rollstuhl und ständige Hilfe angewiesen ist, die Strafe als Hausarrest verbüßen kann. Zusätzlich wurde Chen zu einer Buße in Höhe von 200 Millionen Taiwan-Dollar (ca. 4 Millionen Euro) und seine Frau zu einer Buße von 300 Millionen Taiwan-Dollar verurteilt. Die Urteile konnten noch bei einer höheren Instanz angefochten werden.
In einer zweiten Instanz wurde Chen am 8. Juni 2010 von den Vorwürfen der Veruntreuung von Staatsgeldern freigesprochen. Der Richterspruch bezüglich der anderen beiden Anklagen auf Geldwäsche und Korruption wurde am 11. Juni veröffentlicht, und seine Strafe auf 20 Jahre Gefängnis reduziert. Nach erneuter Berufung in höchster Instanz wurde Chen nach jahrelangen Untersuchungen mangels Beweisen im August 2014 auch vom Vorwurf der Geldwäsche freigesprochen. Eine Entscheidung in höchster Instanz bezüglich des verbliebenen Anklagepunkts der Korruption steht noch aus.
Am 3. Juni 2013 gab das taiwanische Justizministerium bekannt, dass Chen versucht habe, sich im Gefängnis von Taichung mit einem Handtuch das Leben zu nehmen, um auf diese Weise gegen seine Verurteilung zu protestieren.
Während der Inhaftierungszeit verschlechterte sich Chens Gesundheitszustand erheblich. Nach einer Untersuchung in einem Krankenhaus in Taichung wurden im April 2014 schwere Depressionen, ein Schlafapnoe-Syndrom, atypische Parkinson-Syndrome und zerebrale Atrophie diagnostiziert. Anhänger Chens warfen der Justiz vor, dem ehemaligen Präsidenten angemessene medizinische Betreuung vorenthalten zu haben, daneben gibt es Stimmen, die eine Entlassung Chens aus Gesundheitsgründen fordern.
Zudem äußerten Anhänger Chens Zweifel an der Rechtmäßigkeit der Gerichtsverfahren und erhoben den Vorwurf, die Behandlung des Ex-Präsidenten entspringe dem Wunsch der seit 2008 regierenden Kuomintang nach Rache an einem politischen Gegner.
Am 5. Januar 2015 erhielt Chen Shui-bian zum Zweck einer medizinischen Behandlung für einen Monat Haftverschonung. Zuvor hatte seine ehemalige Vizepräsidentin Annette Lu mit einem Hungerstreik auf seine Situation aufmerksam zu machen versucht. Unter Hinzuziehung eines medizinischen Gutachtens gab das Justizministerium am 5. Februar 2015 die Verlängerung der Haftverschonung um weitere drei Monate bekannt, da sich der Gesundheitszustand Chens nicht merklich gebessert habe. Seit diesem Zeitpunkt blieb Chen aufgrund medizinischer Umstände unter Auflagen von der Haft verschont. 
Am 5. Mai 2019 stellte Chen in Taipeh öffentlich seine Memoiren vor.
Im Juli 2019 kündigte er die Gründung einer neuen Partei, der Eine-Seite-ein-Land-Aktionspartei an. Die Zentrale Wahlkommission Taiwans untersagte ihm jedoch aufgrund der immer noch anhängigen Haftstrafe die aktive Teilnahme als Kandidat bei der Wahl des Legislativ-Yuans 2020.